# VTR Open 2012
VTR Open 2012 — тенісний турнір, що проходив на ґрунтових кортах у місті Вінья-дель-Мар, Чилі з 30 січня . Належав до категорії ATP World Tour 250, був турніром серії Chile Open 2012 року.

## Фінальна частина

### Одиночний розряд
Хуан Монако —  Карлос Берлок 6–3, 6–7(1–7), 6–1

### Парний розряд
Фредеріко Жіль /  Даніель Хімено-Травер —  Пабло Андухар /  Карлос Берлок 1–6, 7–5, [12–10]